# اسحاق‌لی گرمه
اسحاق‌لی گرمه (به لاتین: İsaqlıgirmə) یک منطقه مسکونی در جمهوری آذربایجان است که در شهرستان بالاکن واقع شده است.